# Projektive Dimension
Die projektive Dimension ist ein homologischer Begriff aus der kommutativen Algebra. Sie misst, wie weit ein Modul davon entfernt ist, projektiv zu sein. Ein projektiver Modul hat die projektive Dimension Null.
Dieser Artikel beschäftigt sich mit kommutativer Algebra. Insbesondere sind alle betrachteten Ringe kommutativ und haben ein Einselement. Ringhomomorphismen bilden Einselemente auf Einselemente ab. Für weitere Details siehe Kommutative Algebra.

## Definition
Die projektive Dimension eines Moduls {\displaystyle M} über einem Ring {\displaystyle A} ist die kleinste Zahl {\displaystyle r}, sodass es eine exakte Sequenz
{\displaystyle 0\longrightarrow P_{r}\longrightarrow P_{r-1}\longrightarrow \dots \longrightarrow P_{0}\longrightarrow M\longrightarrow 0}
mit projektiven Moduln {\displaystyle P_{i}} (also eine projektive Auflösung) gibt, falls es überhaupt eine solche Zahl gibt, ansonsten unendlich.
Die projektive Dimension eines Moduls {\displaystyle M} über einem Ring {\displaystyle A} wird (u. a.) mit
{\displaystyle r=\mathrm {proj.dim} _{A}(M)}
notiert.

## Drei Sätze über die projektive Dimension
Es gelten folgende Sätze:

### Erster Satz
Ist {\displaystyle M} ein Modul über einem Ring {\displaystyle A}, so sind äquivalent:
- {\displaystyle r\geq \mathrm {proj.dim} _{A}(M)}.
- Für alle {\displaystyle A}-Moduln {\displaystyle N} und alle {\displaystyle n>r} ist Extn(M,N)=0.

### Zweiter Satz
Ist {\displaystyle M} ein endlich erzeugter Modul über einem noetherschem lokalen Ring {\displaystyle A}, so ist
{\displaystyle \mathrm {proj.dim} _{A}(M)+\mathrm {tf} (M)=\mathrm {tf} (A)}
Dabei ist {\displaystyle \mathrm {tf} (M)} die Tiefe des Moduls.

### Dritter Satz
Ist
{\displaystyle 0\longrightarrow M_{1}\longrightarrow M_{2}\longrightarrow M_{3}\longrightarrow 0}
eine exakte Sequenz von {\displaystyle A}-Moduln, hat ein Modul {\displaystyle M_{i}} genau dann eine endliche projektive Dimension, wenn die anderen beiden Moduln eine endliche projektive Dimension haben.
In diesem Fall gilt:
{\displaystyle \mathrm {proj.dim} _{A}(M_{2})\leq \mathrm {max} (\mathrm {proj.dim} _{A}(M_{1}),\mathrm {proj.dim} _{A}(M_{3}))}

## Beispiel
Ist {\displaystyle A} ein regulärer lokaler Ring mit Restklassenkörper {\displaystyle k}, so ist
{\displaystyle \mathrm {proj.dim} _{A}(k)=\mathrm {dim} (A)}
Insbesondere gibt es damit Beispiele von Moduln von jeder beliebigen projektiven Dimension.

## Globale Dimension
Ist {\displaystyle M} ein {\displaystyle A}-Modul, so wird unter der globalen Dimension (auch: kohomologischen Dimension) die „Zahl“ {\displaystyle r\in \mathbb {N} \cup \{\infty \}} verstanden mit:
{\displaystyle r=\mathrm {sup} \{\mathrm {proj.dim} _{A}M\mid M{\text{ ist }}A{\text{-Modul}}\}}

### Beispiele
- Die globale Dimension eines Körpers ist Null.
- Die globale Dimension eines Dedekindringes ist 1, falls er kein Körper ist.

### Charakterisierung regulärer Ringe
Ein noetherscher lokaler Ring ist genau dann regulär, wenn seine globale Dimension endlich ist. In diesem Fall ist seine globale Dimension gleich seiner Krulldimension.
Daraus folgt insbesondere die Aussage, dass die Lokalisierung lokaler regulärer Ringe wieder regulär ist.

## Injektive Dimension
Analog zur projektiven Dimension wird die injektive Dimension als die kleinste Länge einer injektiven Auflösung definiert.